# Matoma
Tom Stræte Lagergren (Hedmark; 29 de mayo de 1991), conocido por su nombre artístico Matoma, es un DJ, remezclador y productor discográfico noruego.

## Biografía

### Primeros años
Lagergren empezó dentro de la música aprendiendo piano desde pequeño. Años después dejaría de lado el piano clásico y empezaría a hacer mezclas con su ordenador personal.
Estudió tecnología de la música en la Universidad Noruega de Ciencia y Tecnología, donde obtuvo su titulación.

### Trayectoria artística
Debutó en 2014 con la remezcla de Free Fallin Tropical Mojito Remix (John Mayer Tribute), producido por Nelsaan y coincidiendo con el vigésimo tercer cumpleaños de Matoma.[cita requerida] En el mismo año produciría When the Beat Drops Out en julio y agosto (versión Tropical Remix) tras firmar con la discográfica Universal Germany.
En 2015 graba Old Thing Back, pieza original de The Notorious B.I.G. con éxito en la lista del chart noruega, donde alcanzó la segunda posición. Dicho sencillo atrajo reseñas positivas en el mercado internacional. Otro tema versionado fue Bailando de Enrique Iglesias a petición de este.
Posteriormente haría otro mix, en aquella ocasión de Rasmus Hedegaard, tras acordar la producción de Happy Home. Otros temas destacados fueron Business (original de Eminem), I Don't Want to Talk About It (de Marit Larsen) y Back Home.

## Sencillos
| Año  | Sencillo                                                                        | Chart | Chart | Chart | Chart | Chart | Chart | Certificado                                          |
| Año  | Sencillo                                                                        | NOR   | DIN   | FIN   | HOL   | NZ    | SUE   | Certificado                                          |
| ---- | ------------------------------------------------------------------------------- | ----- | ----- | ----- | ----- | ----- | ----- | ---------------------------------------------------- |
| 2015 | "Old Thing Back" (Matoma & The Notorious B.I.G. feat. Ja Rule & Ralph Tresvant) | 2     | 18    | 12    | 75    | 25    | 8     | * IFPI (Noruega): 1× Platino - GLF (Suecia): Platino |
| 2015 | "2AM (Matoma Remix)" (original by Astrid S)                                     | 13    | –     | –     | –     | –     | –     |                                                      |
| 2015 | "Feeling Right (Everything Is Nice)" (feat. Wale and Popcaan)                   | 31    | –     | –     | –     | –     | –     |                                                      |
| 2015 | The Wave (feat. Madcon)                                                         | –     | –     | –     | –     | –     | –     |                                                      |
| 2015 | "Stick Around" (with Akon)                                                      | 19    | –     | –     | –     | –     | –     |                                                      |
| 2015 | "Running Out" (with Astrid S)                                                   | 7     | –     | –     | –     | –     | 57    |                                                      |
| 2015 | "Love You Right" (with Nico & Vinz)                                             | –     | –     | –     | –     | –     | –     |                                                      |
| 2015 | "Find Love" (feat. Dboy)                                                        | –     | –     | –     | –     | –     | –     |                                                      |
| 2015 | "Knives" (with Frenship)                                                        | –     | –     | –     | –     | –     | –     |                                                      |
| 2016 | "Paradise" (with Sean Paul feat. KStewart)                                      | –     | –     | –     | –     | –     | –     |                                                      |
| 2016 | "Wonderful Life (Mi Oh My)" (feat. Yeng Constantino)                            | –     | –     | –     | –     | –     | –     |                                                      |

Colaboraciones
| Año  | Sencillo                                              | Chart | Chart | Chart | Chart | Chart | Chart | Chart | Chart |
| Año  | Sencillo                                              | NOR   | DIN   | FRA   | FIN   | ALE   | ESP   | SUE   | RU    |
| ---- | ----------------------------------------------------- | ----- | ----- | ----- | ----- | ----- | ----- | ----- | ----- |
| 2015 | "Try Me" (Jason Derulo feat. Jennifer Lopez & Matoma) | 4     | 13    | 168   | 50    | 39    | 57    | 35    | 113   |